# نویگرابن-فیشبک
نویگرابن-فیشبک (به آلمانی: Hamburg-Neugraben-Fischbek) یک منطقهٔ مسکونی در آلمان است که در هاربورگ واقع شده‌است. نویگرابن-فیشبک ۲۷٬۱۰۳ نفر جمعیت دارد.